# Kościół św. Wojciecha w Broumovie
Kościół pw. św. Wojciecha w Broumovie – zabytkowa świątynia pierwotnie wybudowana XIV w. w Broumovie, jest częścią klasztoru i należy do broumovskiej grupy kościołów.
Początkowo gotycki. Po zniszczeniach spowodowanych pożarem przebudowany i odrestaurowany według projektów architektów Martina Aliusa a następnie Krzysztofa Dientzenhofera w latach 1684–94 i 1728-1738. Kościół jest elementem zespołu klasztornego zawierającego refektarz z kopią Całunu Turyńskiego z 1651 oraz ogromną bibliotekę z 1792, a także współczesne Muzeum Ziemi Broumovskiej powstałe w 1948 W kościele znajduje się nagrobek Matouša Sobka z Bílenberka.

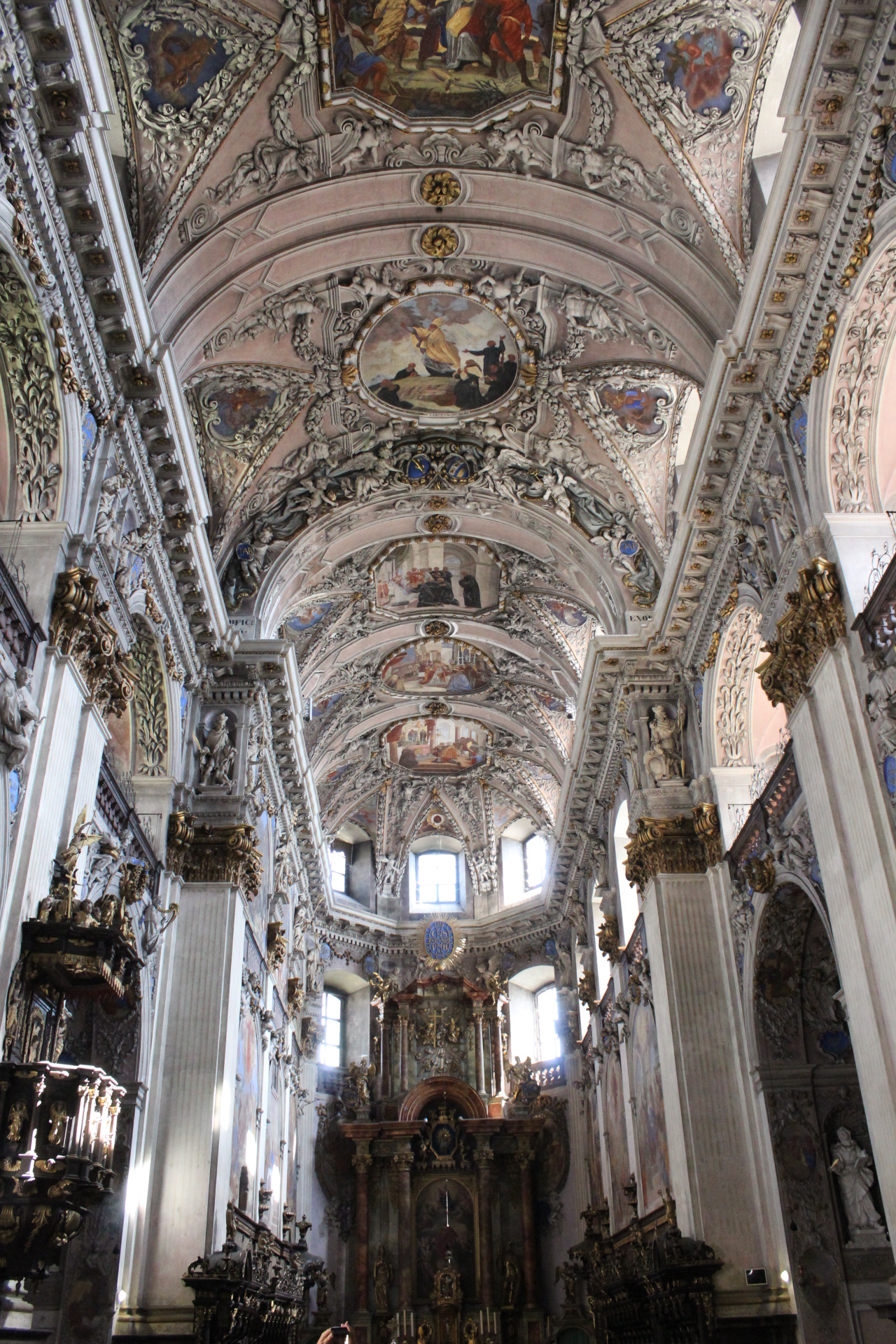
Ołtarz i sklepienie
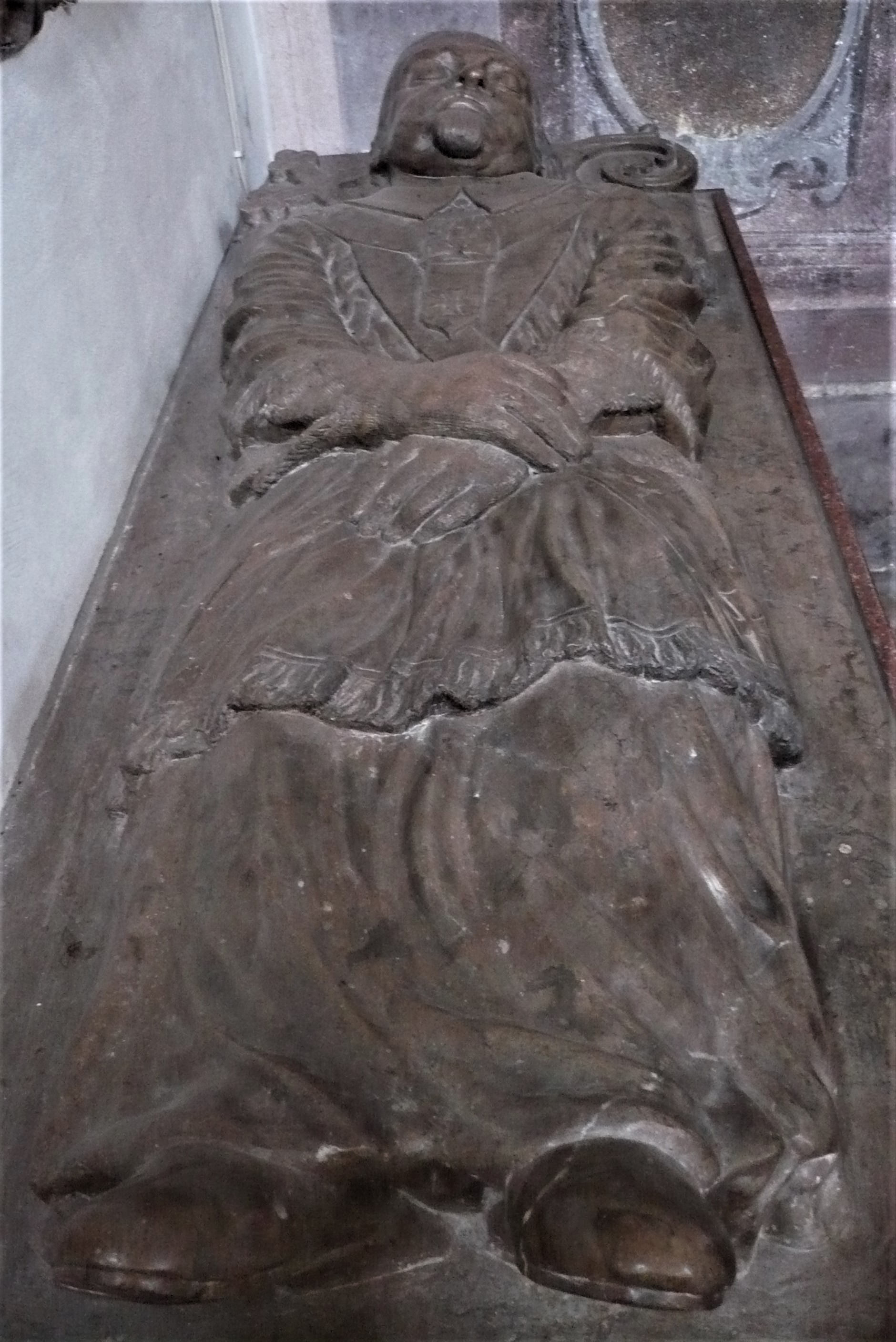
Pomnik Matouša Sobka
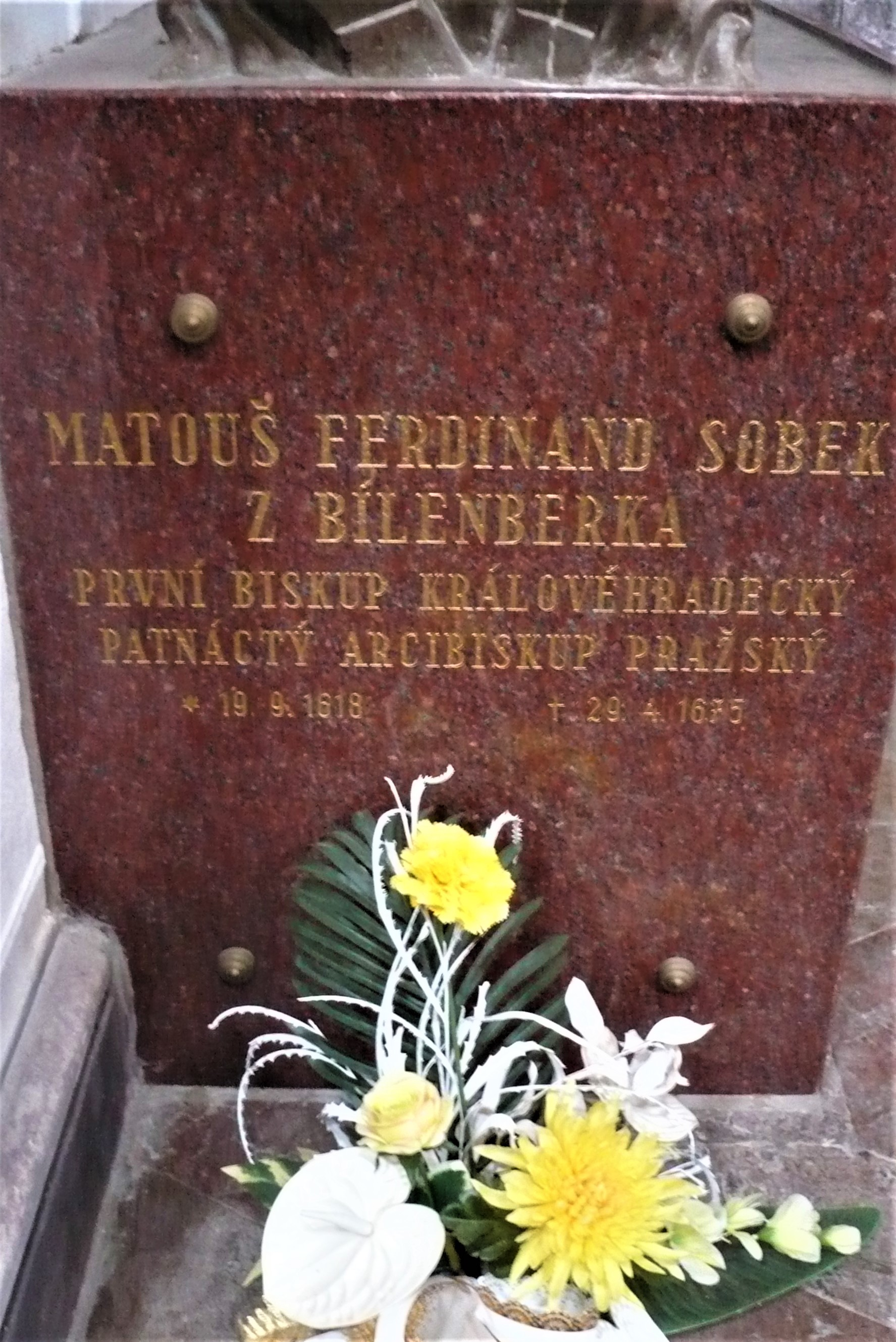
Pomnik Matouša Sobka
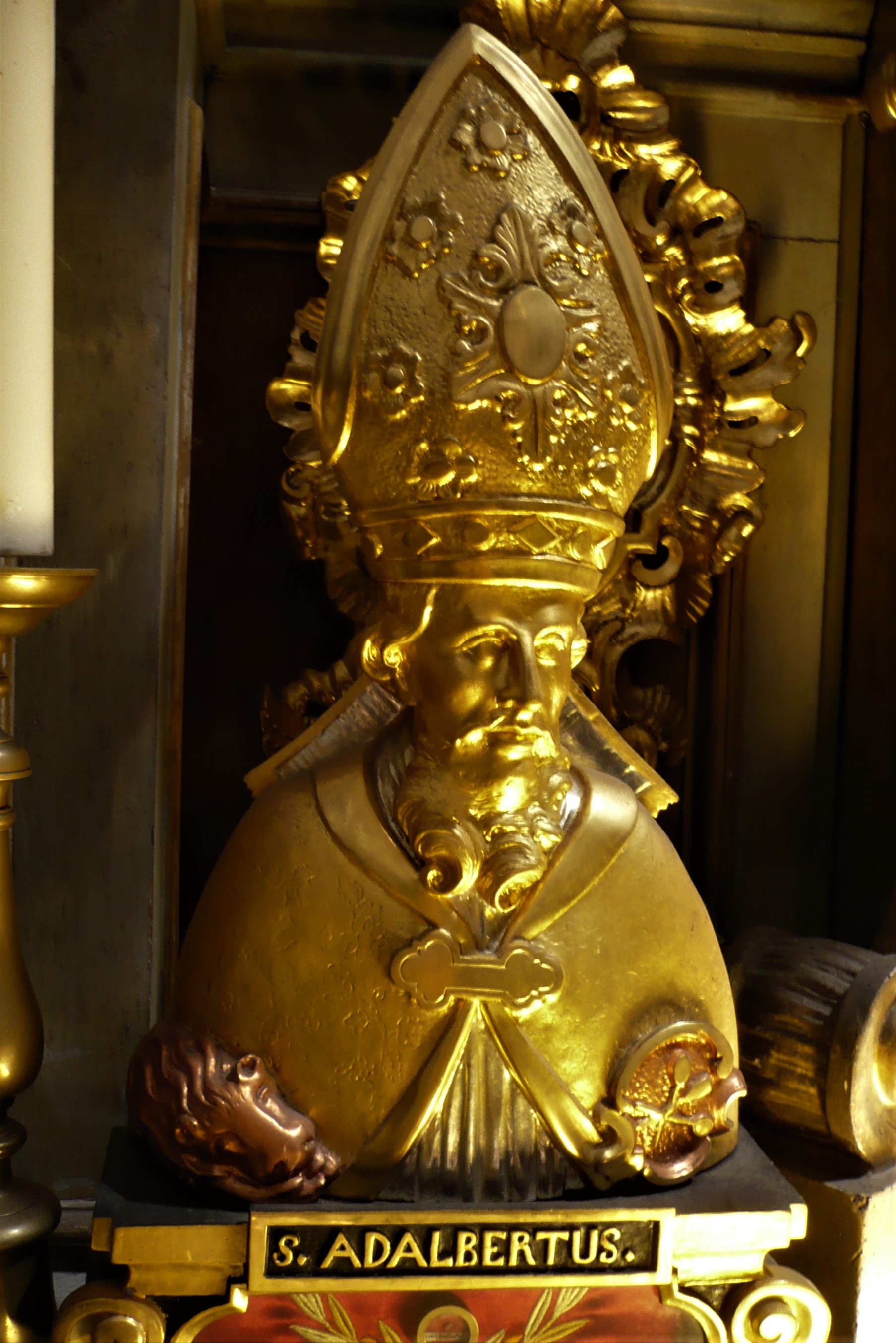
Relikwia św. Wojciecha
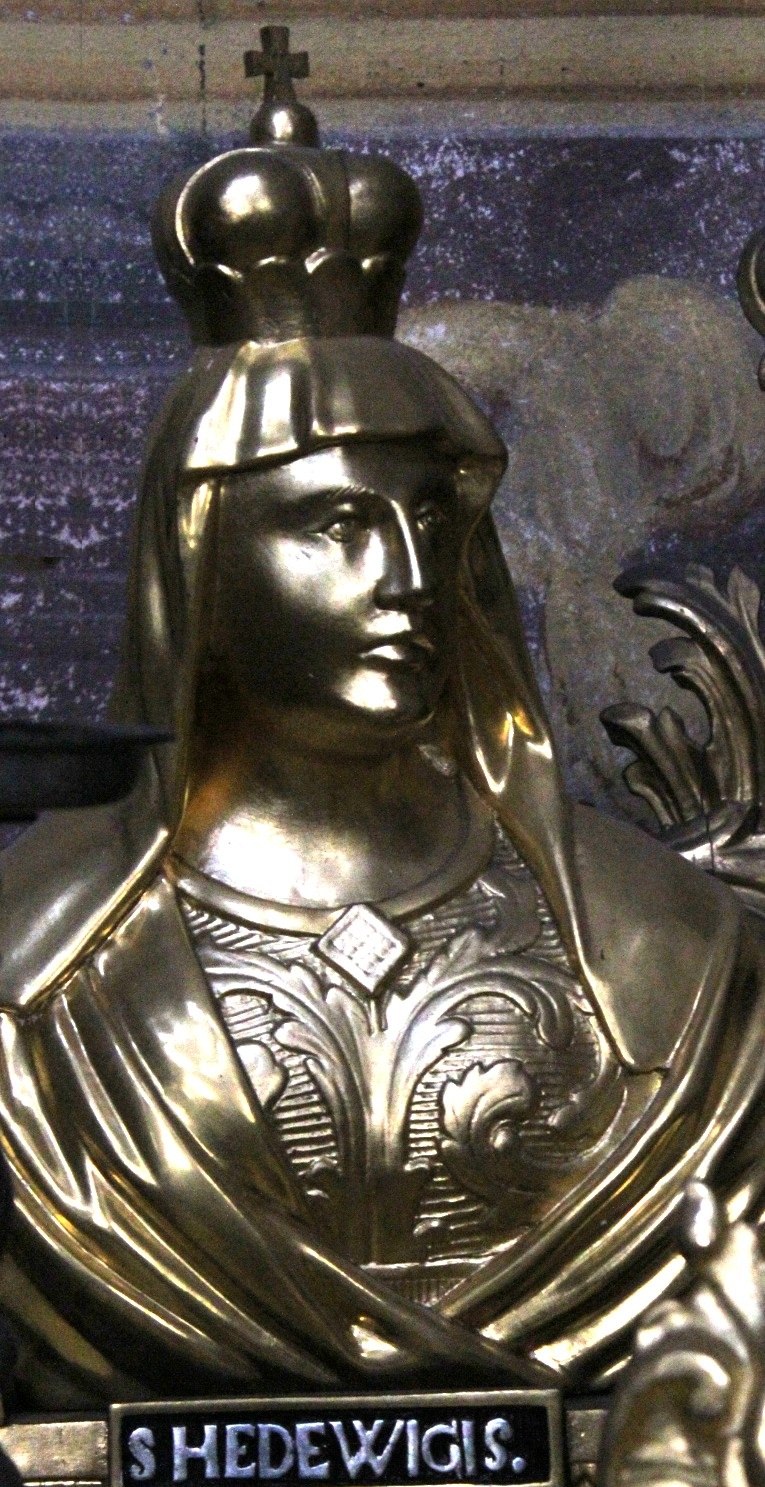
Relikwia św. Jadwigi